# ミナミチャンホワイ
ミナミチャンホワイ（英: MinamichanWhite）は、日本の町田発6人組エレクトロニカ・音楽ユニット。2022年2月結成。
主にYouTube、Instagram、TikTok、Twitter等SNSを中心に活動する。

## 概要

### ユニット名の由来
ユニット名は名馬「キタサンブラック」を逆にしたもの。
北→南　さん→ちゃん？　ブラック→ホワイト　「ミナミチャンホワイト」
なお競馬において名前の作成において9文字以下とされていることから「ミナミチャンホワイ」
転じて逆張り精神で常に新鮮な音楽を届けたいという思いが込められている。

### 作曲体制
作曲は4人体制で行っており、メンバーそれぞれ得意とするジャンルが異なるため、多方面からアプローチすることが出来るユニットである。また、楽曲のコンセプトやアレンジはリーダーの清水葵が担当している。
作詞は主に眞鍋翼と清水葵を中心に作成している。作詞を行う際に大事にしていることはどれだけ多くの人に共感と想像を与えながらストーリーを描きながらも、聴いていて気持ちの良い韻を踏むことを重要視している。

## メンバー
清水葵をリーダーとして活動している。
それぞれ個性豊かなメンバーであり、お互い高め合いながら成長している。
| 名前                              | 趣味                     | 担当・パート          |
| --------------------------------- | ------------------------ | --------------------- |
| 清水 葵 （Shimizu Aoi）           | 自転車、スキー、ヨーヨー | 作詞・作曲 キーボード |
| 眞鍋 翼 （Manabe Tsubasa）        | 娯楽施設の開拓、         | 作詞・作曲 ボーカル   |
| 張 正祐 （Cho Seiyu）             | 植物観察、海遊び         | 作曲 ギター           |
| トミナガナオト （Tominaga Naoto） | 田舎探検                 | 作曲 ベース           |

## 略歴
- 2022年2月 - 眞鍋翼と清水葵がRaice Toneとして活動をスタート
- 2022年6月 - SoftCocoに改名し、張正祐が加入
- 2022年10月 - ミナミチャンホワイに改名し、トミナガナオトが加入

### 曲リスト
|     | 発売日     | タイトル                   | 規格 | 備考 |
| --- | ---------- | -------------------------- | ---- | --- |
| 1st | 2022/10/04 | 「カプリコーネ」           | 配信 | カプリコーネは上半身が山羊、下半身が魚の体を持ったギリシャ神話にでてくるキマイラである。悪夢を食らう山羊と餌食にされぬよう素早く逃げる魚というイメージから、自分の中で抱えている重荷から逃げて新しい自分を開拓してほしい思いを込めて作成された。                                                      |
| 2nd | 2022/10/04 | 「電子の海より愛をこめて」 | 配信 | 遠距離で離ればなれになった二人の物語。嫉妬から出てくる相手への気持ちや内に秘めた思いなど多くの人に共感を与える曲。たとえ二人の距離は離れど、電子という空間でやり取りをすることでの「つながり」を意識した現代ならではの愛のカタチを描いた曲。                                                          |
| 3rd | 2022/11/11 | 「イカロス」               | 配信 | ギリシャ神話のイカロスは蝋燭の羽を手に入れました。彼は空を飛ぶことができることに過信して空高くまで飛んでいくと、太陽の熱でロウが溶けてしまい、墜落してしまいました。慢心とをテーマにしたウ少々初心な男の恋愛ソング                                                                                    |
| 4th | 2022/11/11 | 「Too late,Shawn」         | 配信 | 学校という場所は人生を学べる非常に適している。特に学校ならではの文化のようなものも存在する。例えば「連れション」なんて意外と学校にありがちな文化なのではないか？ |
| 5th | 2022/12/24 | 「ふたりじめ」             | 配信 | 友人と行くスキー場。刹那の瞬間に新しい恋が始まるかもしれないと気分が高揚している主人公。しかし自分はスキースポーツが苦手であるが、意中の相手は雪の上を駆け巡っている。そんな切ない気持ちと思いを伝えたいというような、甘い冬の物語である。                                                            |
| 6th | 2023/2/14  | 「空っぽのクリスマス」     | 配信 | 頭の中にある「消したい記憶」は誰でも持ち合わせている。特に好きだった相手との別れ際に思う感情は引きずってしまうものだ。未来に目を向けることが出来ず、過去の思い出に縛られている、そんな好きだった相手を忘れることが出来ない人の失恋ソング                                                              |
| 7th | 2023/2/14  | 「FROST」                  | 配信 | 空の風景や辺りの景色を見て何も感じなくなったら、人間として死んだも同然。ロボットと同義。少年少女が純粋な気持ちから大人に変わってしまったのはいつなのだろう。そういった根本にある人生の楽しみ方と今の自分を見つめ直すそんな曲である。                                                                  |
| 8th | 2023/4/10  | 「By your side...」        | 配信 | 孤独と不安を抱えた人たちに向けて「一人ではないよ」「側にいるよ」そんな温かい気持ちを持って作られた曲。 人生の暗がりを歩んでいると、何もかもが悪い方向に進んでいるのではないか？そう考えてしまう人も少なくない。ただ貴方がした体験や感情は必ず貴方自身を救う鍵なる。そんな支えになれるような曲である。 |

### EP
|     | 発売日     | タイトル         | 規格 | 備考 |
| --- | ---------- | ---------------- | ---- | --- |
| 1st | 2022/11/11 | 「オフシーズン」 | 配信 | 夏の盛り上がり、テンションと同時に夏ならではの落ち着いた雰囲気の曲が勢ぞろいである。耳から入る曲の数々は「鮮やかな青空」「深緑の草原」「永遠に途切れることのない海」を想像させるようなアルバムだ |
| 2nd | 2022/2/14  | 「ふたりじめEP」 | 配信 | 冬から春になる時期、この季節は恋をする季節？出会いの季節？別れの季節？人によって様々な見解があるだろう。このアルバムでは「愛」「別れ」「友情」をテーマにしたアルバムだ                           |